# Паташня (Могилёвская область)
Пата́шня (бел. Паташня) — деревня в составе Михеевского сельсовета Дрибинского района Могилёвской области Республики Беларусь.

## Население
- 1999 год — 22 человека
- 2010 год — 8 человек